# Ante Rebić
Ante Rebić (Split, 21 de septiembre de 1993) es un futbolista croata que juega en la demarcación de delantero en el H. N. K. Hajduk Split de la Primera Liga de Croacia.

## Trayectoria

### Inicios
Sus comienzos en el mundo del fútbol fueron en las filas del modesto Vinjani y, posteriormente, del N. K. Imotski. En 2010, después de participar en un torneo amistoso en Italia, firmó por el R. N. K. Split.

### R. N. K. Split
En 2011, con 18 años de edad, y tras subir del filial, debutó con el R. N. K. Split el 21 de mayo ante el Dinamo de Zagreb, marcando el gol del empate de su equipo. En agosto de ese mismo año firma su primer contrato profesional. En la temporada 2011-12 marco cinco goles en veinte partidos. Al año siguiente alcanzó los once goles con el club croata, lo que llamó la atención de varios clubes europeos.

### Fiorentina y cesiones
El 28 de agosto de 2013 firmó con la Fiorentina un contrato de cinco temporadas, que pagó 4,5 millones de euros. El 30 de septiembre hizo su debut en Serie A, sustituyendo a Giuseppe Rossi, en un encuentro ante Parma. El 8 de enero de 2014 marcó su primer gol con el club viola ante el Chievo Verona en un partido de Copa. El 18 de mayo logró su primer tanto en Serie A ante Torino, dos minutos después de saltar al terreno de juego, tras más de tres meses de baja por lesión.
El 3 de agosto de 2014 firmó en calidad de cedido por el R. B. Leipzig. En el equipo alemán apenas pudo disputar once encuentros, en parte, por varias lesiones musculares que impidieron que se consolidara en el once titular. De cara a la temporada 2015-16 regresó al equipo italiano, con el que debutó en Liga Europa. Sin embargo, en enero de 2016 fue cedido al Hellas Verona hasta final de campaña donde también sufrió algún percance físico.

### Eintracht Fráncfort
El 5 de julio de 2016 fue cedido por una temporada al Eintracht Fráncfort. El 17 de septiembre debutó, tras superar una mononucleosis, en un encuentro de Bundesliga ante el Bayer 04 Leverkusen firmando una asistencia de gol. El 5 de febrero marcó su primer tanto en el club alemán en un triunfo ante el Darmstadt. El 27 de mayo marcó el gol del empate en la final de la Copa de Alemania ante Borussia Dortmund, aunque finalmente cayeron por 1 a 2.
El 31 de agosto de 2017 renovó su cesión, con opción de compra incluida, por una temporada más. El 19 de mayo anotó un doblete en la final de la Copa de Alemania ante el Bayern (3-1) que sirvió para obtener un título histórico para la entidad treinta años después del último. El extremo acabó la temporada con nueve tantos, por lo que el club alemán decidió ejercer la opción de compra, valorada en dos millones de euros, y ampliar su contrato hasta el 30 de junio de 2022. En su tercera campaña en el club formó uno de los tridentes ofensivos más destacados del continente europeo junto a Jović y Haller, teniendo una destacada actuación en la Liga Europa.

### Regreso a Italia y etapa en Turquía
El 2 de septiembre de 2019 se confirmó su cesión al A. C. Milan de la Serie A por dos temporadas. El 12 de septiembre de 2020 se hizo oficial que había sido adquirido en propiedad y firmaba hasta 2025.
En julio de 2023 fichó por el Beşiktaş J. K. por dos temporadas. Sin embargo, justo un año después de su llegada, acordó la rescisión de su contrato. Entonces regresó a Italia para jugar en la U. S. Lecce.

### Vuelta a Split
El 1 de agosto de 2025 se anunció su vuelta al fútbol croata después de firmar por un año con el H. N. K. Hajduk Split.

## Selección nacional
El 31 de julio de 2013 fue convocado por primera vez para jugar con la selección de fútbol de Croacia ante Liechtenstein por el seleccionador Igor Štimac. El partido se jugó el 14 de agosto y su debut tuvo lugar en el minuto 63, marcando cuatro minutos después su primer tanto como internacional. Tras el cambio de seleccionador por Niko Kovač, fue convocado para jugar contra Islandia en noviembre de 2013 en un partido de clasificación para la Copa Mundial de Fútbol de 2014. El 14 de mayo de 2014 fue incluido en la lista preliminar de 30 jugadores que representarían a Croacia en la Copa Mundial de Fútbol de 2014 en Brasil, siendo ratificado en la lista final de 23 futbolistas el 31 de mayo. El 23 de junio fue expulsado en el tercer partido de la fase de grupos ante México después de una dura entrada.
En noviembre de 2017 regresó al combinado nacional de la mano de Zlatko Dalić después de más de dos años de ausencia en las convocatorias. El 4 de junio de 2018, el seleccionador Zlatko Dalić lo incluyó en la lista de 23 para el Mundial. Jugó como titular durante los dos primeros partidos de la fase de grupos, en la que logró un gol de volea ante Argentina tras un grave fallo del guardameta Willy Caballero. También fue titular en todos los partidos de las rondas eliminatorias, incluyendo la derrota en la final ante Francia del 15 de julio (2-4).

### Participaciones en Copa Mundial de Fútbol
| Mundial                        | Sede   | Resultado    | Partidos | Goles |
| ------------------------------ | ------ | ------------ | -------- | ----- |
| Copa Mundial de Fútbol de 2014 | Brasil | Primera fase | 3        | 0     |
| Copa Mundial de Fútbol de 2018 | Rusia  | Subcampeón   | 6        | 1     |

## Estadísticas

### Clubes
Actualizado al último partido disputado el 18 de mayo de 2025.
| Club                            | Div.          | Temporada     | Liga  | Liga  | Copas nacionales | Copas nacionales | Torneos internacionales | Torneos internacionales | Total | Total |
| Club                            | Div.          | Temporada     | Part. | Goles | Part.            | Goles            | Part.                   | Goles                   | Part. | Goles |
| ------------------------------- | ------------- | ------------- | ----- | ----- | ---------------- | ---------------- | ----------------------- | ----------------------- | ----- | ----- |
| R. N. K. Split · Croacia        | 1.ª           | 2010-11       | 1     | 1     | –                | –                | –                       | –                       | 1     | 1     |
| R. N. K. Split · Croacia        | 1.ª           | 2011-12       | 20    | 5     | 2                | 1                | 3                       | 0                       | 25    | 6     |
| R. N. K. Split · Croacia        | 1.ª           | 2012-13       | 29    | 10    | 1                | 1                | –                       | –                       | 30    | 11    |
| R. N. K. Split · Croacia        | 1.ª           | 2013-14       | 4     | 0     | 0                | 0                | –                       | –                       | 4     | 0     |
| R. N. K. Split · Croacia        | Total club    | Total club    | 54    | 16    | 3                | 2                | 3                       | 0                       | 60    | 18    |
| ACF Fiorentina · Italia         | 1.ª           | 2013-14       | 4     | 1     | 1                | 1                | 0                       | 0                       | 5     | 2     |
| R. B. Leipzig · Alemania        | 2.ª           | 2014-15       | 10    | 0     | 1                | 0                | –                       | –                       | 11    | 0     |
| R. B. Leipzig · Alemania        | Total club    | Total club    | 10    | 0     | 1                | 0                | 0                       | 0                       | 11    | 0     |
| ACF Fiorentina · Italia         | 1.ª           | 2015-16       | 4     | 1     | 1                | 0                | 2                       | 0                       | 7     | 1     |
| ACF Fiorentina · Italia         | Total club    | Total club    | 8     | 2     | 2                | 1                | 2                       | 0                       | 12    | 3     |
| Hellas Verona F. C. · Italia    | 1.ª           | 2015-16       | 10    | 0     | 0                | 0                | -                       | -                       | 10    | 0     |
| Hellas Verona F. C. · Italia    | Total club    | Total club    | 10    | 0     | 0                | 0                | 0                       | 0                       | 10    | 0     |
| Eintracht Fráncfort · Alemania  | 1.ª           | 2016-17       | 24    | 2     | 4                | 1                | –                       | –                       | 28    | 3     |
| Eintracht Fráncfort · Alemania  | 1.ª           | 2017-18       | 25    | 6     | 3                | 3                | 0                       | 0                       | 28    | 9     |
| Eintracht Fráncfort · Alemania  | 1.ª           | 2018-19       | 28    | 9     | 1                | 0                | 9                       | 1                       | 38    | 10    |
| Eintracht Fráncfort · Alemania  | 1.ª           | 2019-20       | 1     | 0     | 1                | 3                | 4                       | 0                       | 6     | 3     |
| Eintracht Fráncfort · Alemania  | Total club    | Total club    | 78    | 17    | 9                | 7                | 13                      | 1                       | 100   | 25    |
| A. C. Milan · Italia            | 1.ª           | 2019-20       | 26    | 11    | 4                | 1                | –                       | –                       | 30    | 12    |
| A. C. Milan · Italia            | 1.ª           | 2020-21       | 27    | 11    | 1                | 0                | 5                       | 0                       | 33    | 11    |
| A. C. Milan · Italia            | 1.ª           | 2021-22       | 24    | 2     | 3                | 0                | 2                       | 1                       | 29    | 3     |
| A. C. Milan · Italia            | 1.ª           | 2022-23       | 23    | 3     | 1                | 0                | 7                       | 0                       | 32    | 3     |
| A. C. Milan · Italia            | Total club    | Total club    | 100   | 27    | 9                | 1                | 14                      | 1                       | 123   | 29    |
| Beşiktaş J. K. Turquía          | 1.ª           | 2023-24       | 15    | 0     | 2                | 1                | 6                       | 0                       | 23    | 1     |
| Beşiktaş J. K. Turquía          | Total club    | Total club    | 15    | 0     | 2                | 1                | 6                       | 0                       | 23    | 1     |
| U. S. Lecce · Italia            | 1.ª           | 2024-25       | 27    | 1     | 1                | 0                | –                       | –                       | 28    | 1     |
| U. S. Lecce · Italia            | Total club    | Total club    | 27    | 1     | 1                | 0                | 0                       | 0                       | 28    | 1     |
| H. N. K. Hajduk Split · Croacia | 1.ª           | 2025-26       | 0     | 0     | 0                | 0                | 0                       | 0                       | 0     | 0     |
| H. N. K. Hajduk Split · Croacia | Total club    | Total club    | 0     | 0     | 0                | 0                | 0                       | 0                       | 0     | 0     |
| Total carrera                   | Total carrera | Total carrera | 302   | 63    | 27               | 12               | 38                      | 2                       | 367   | 77    |

## Palmarés

### Campeonatos nacionales
| Título           | Club                | País     | Año  |
| ---------------- | ------------------- | -------- | ---- |
| Copa de Alemania | Eintracht Fráncfort | Alemania | 2018 |
| Serie A          | A. C. Milan         | Italia   | 2022 |
| Copa de Turquía  | Beşiktaş J. K.      | Turquía  | 2024 |